# Баран Олександр Вікторович
о. Олекса́ндр Ві́кторович Бара́н (28 березня 1926, Концово, передмістя Ужгорода, Закарпаття — 12 жовтня 2004, Вінніпег, Канада) — український історик, дослідник історії української церкви, священник, професор, педагог, видавець церковно-історичних документів.

## Освіта й університети
Уродженець Закарпаття, син Віктора Барана та Марти (до шлюбу Дулишкович). Здобув середню освіту в Ужгороді. У 1948 закінчив Карловий університет у Празі зі ступенем бакалавра, де вивчав історію слов'янських народів і слов'янську філологію. У роках 1948—1955 вивчав богословські й історичні науки у Римі в університеті Урбаніанум та в Папському східному інституті, де і захистив докторські дисертації: «Київська митрополія і Мукачівська єпархія» (лат. «Metropolia Kioviensis et Eparchia Mukacoviensis» (1957)) у першому, і «Марамароська єпархія та її з'єднання» лат. «Eparchia Maramorosiensis euisque unio» (1960) — у другому.
25 березня 1954 року висвячений у Римі архієпископом Іваном Бучком на священника Української греко-католицької церкви.

## Професійна діяльність
З 1961 року проживав у Канаді, вивчав славістику в Оттавському університеті та в 1973 році здобув ступінь магістра на основі «Розвідки про мову Лучкая». Між роками 1965—1990 — професором Манітобського університету та викладачем Східної і Західної середньовічної історії та історії європейського сходу. Викладав і в Українському католицькому університеті св. Климентія в Римі, і в Університеті св. Павла в Оттаві.
Дійсний член УВАН, її голова (1974—1975, 1978—1981, 1989—1990), член НТШ, УІТ, Українського богословського наукового товариства (один з його організаторів), голова (1977—1978) Осередку української культури і освіти, голова товариства ім. Шашкевича (1970—1977), член Канадської асоціації славістів, Канадської асоціації східно-християнських студій, Американської асоціації вивчення славістичних студій та ін., член редколегії журналу «Український історик» та ін. видань.
Помер після тяжкої і тривалої хвороби на 78-му році життя. Похований на цвинтарі Всіх Святих у Вінніпезі.

## Твори
- Metropolia Kioviensis et Eparchia Mukacoviensis — Рим,1960;
- Eparchia Maramorosiensis eiusque unio. — Рим, 1962;
- Єпископ Андрей Бачинський і церковне відродження на Закарпатті. — Йорктон, 1963;
- Церква на Закарпатті в роках 1665—1691. — Рим,1968;
- Козаки на Закарпатті в 1619 році / Український історик.- 1970.- № 01-03 (25-27) [Архівовано 17 березня 2013 у Wayback Machine.]
- The Cossacks in the Thirty Years War (співавт. Юрій Гаєцький). — Рим, 1969 — Т.1 [Архівовано 22 лютого 2014 у Wayback Machine.]; 1983. — т. 2 [Архівовано 22 лютого 2014 у Wayback Machine.];
- Конгрегація пропаганди та українці. — Йорктон, 1974;
- «Гомілетичні Бесіди Михайла Лучкая з 1830 р.» — Вінніпег, 1977;
- Питання українського патріархату в Шашкевичівській добі — Вінніпег, 1974;
- Carpatho-Ukrainian (Ruthenian) Emigration. 1870—1914 — Вінніпег, 1983;
- Козацько-перські взаємини в творах Пієтро Делла Валле. — Вінніпег, 1985;
- Нариси історії Пряшівщини. — Вінніпег,1990;
- Праця для церкви і для народу: життя і діяльність о. д-ра Василя Кушніра. — Вінніпег, 1995.